# Mauricio Sperduti
Mauricio Ezequiel Sperduti – talvolta scritto Sperdutti – (Rosario, 16 febbraio 1986) è un ex calciatore argentino, di ruolo attaccante.

## Caratteristiche tecniche
Soprannominato El Gordo (in lingua italiana il grasso) per il suo fisico massiccio, è un'ala che può giocare anche come prima o seconda punta, agendo prevalentemente sull'esterno destro.
Destro naturale, è veloce, rapido e bravo palla al piede, in grado di calciare anche col mancino; è abile a fornire assist per i compagni, a saltare l'uomo e a inserirsi in area anche quando non ha il possesso della palla.
Nella sua esperienza al Palermo non ha trovato spazio anche perché, come detto dal consigliere di amministrazione Giorgio Perinetti, «cerchiamo di scoprirlo giorno per giorno perché non ha un ruolo molto ben definito» e «è un giocatore che cerchiamo di capire anche noi. Ci è stato presentato come esterno, non si capisce se per il 4-3-3 o per il 4-4-2, oppure come seconda punta.»

## Carriera
Entra nel Newell's Old Boys nel 1998. Ha debuttato nella Primera División nel 2006 contro il Gimnasia y Esgrima La Plata.
Dopo buone stagioni in Argentina, il 31 gennaio 2013 passa ufficialmente alla società italiana del Palermo per 250.000 euro, firmando un contratto fino al 2016; l'accordo prevede anche il pagamento del 10% del ricavato eccedente 3 milioni di euro della futura cessione da destinare alla società argentina. Era indisponibile per la prima partita utile del 3 febbraio seguente, ovvero Palermo-Atalanta (1-2) della 23ª giornata, a causa del mancato arrivo del transfer internazionale (sarebbe arrivato sei giorni dopo); in quella gara il tecnico Gian Piero Gasperini, esonerato poche ore dopo, aveva schierato quasi tutti i nuovi acquisti di gennaio. Non trova spazio nemmeno con Alberto Malesani, nuovamente Gasperini e Giuseppe Sannino, chiudendo quindi la stagione senza alcuna presenza in maglia rosanero.
Non convocato per il ritiro estivo in vista della stagione 2013-2014, a inizio luglio si è allenato con la squadra argentina del Newell's Old Boys. Il 2 agosto risolve consensualmente il contratto col Palermo e quattro giorni dopo si accorda con gli argentini dell'Arsenal di Sarandí.

## Statistiche

### Presenze e reti nei club
Statistiche aggiornate al 30 gennaio 2013.
| Stagione                 | Squadra                  | Campionato               | Campionato | Campionato | Coppe nazionali | Coppe nazionali | Coppe nazionali | Coppe continentali | Coppe continentali | Coppe continentali | Altre coppe | Altre coppe | Altre coppe | Totale | Totale |
| Stagione                 | Squadra                  | Comp                     | Pres       | Reti       | Comp            | Pres            | Reti            | Comp               | Pres               | Reti               | Comp        | Pres        | Reti        | Pres   | Reti   |
| ------------------------ | ------------------------ | ------------------------ | ---------- | ---------- | --------------- | --------------- | --------------- | ------------------ | ------------------ | ------------------ | ----------- | ----------- | ----------- | ------ | ------ |
| 2006-2007                | Newell's Old Boys        | PD                       | 2          | 0          |                 | -               | -               |                    | -                  | -                  |             | -           | -           | 2      | 0      |
| 2007-2008                | Newell's Old Boys        | PD                       | 9          | 0          |                 | -               | -               |                    | -                  | -                  |             | -           | -           | 9      | 0      |
| 2008-2009                | Newell's Old Boys        | PD                       | 31         | 2          |                 | -               | -               |                    | -                  | -                  |             | -           | -           | 31     | 2      |
| 2009-2010                | Newell's Old Boys        | PD                       | 20         | 2          |                 | -               | -               | CL                 | 1                  | 0                  |             | -           | -           | 21     | 2      |
| 2010-2011                | Newell's Old Boys        | PD                       | 35         | 8          |                 | -               | -               | CS                 | 6                  | 0                  |             | -           | -           | 41     | 8      |
| 2011-2012                | Newell's Old Boys        | PD                       | 30         | 2          |                 | -               | -               | -                  | -                  | -                  |             | -           | -           | 30     | 2      |
| 2012-gen. 2013           | Newell's Old Boys        | PD                       | 11         | 1          |                 | -               | -               | -                  | -                  | -                  |             | -           | -           | 11     | 1      |
| Totale Newell's Old Boys | Totale Newell's Old Boys | Totale Newell's Old Boys | 138        | 15         |                 | -               | -               |                    | 7                  | 0                  |             | -           | -           | 145    | 15     |
| gen.-giu. 2013           | Palermo                  | A                        | 0          | 0          | CI              | -               | -               | -                  | -                  | -                  | -           | -           | -           | 0      | 0      |
| Totale carriera          | Totale carriera          | Totale carriera          | 138        | 15         |                 | -               | -               |                    | 7                  | 0                  |             | -           | -           | 145    | 15     |

### Cronologia presenze e reti in nazionale
| Cronologia completa delle presenze e delle reti in nazionale ― Argentina | Cronologia completa delle presenze e delle reti in nazionale ― Argentina | Cronologia completa delle presenze e delle reti in nazionale ― Argentina | Cronologia completa delle presenze e delle reti in nazionale ― Argentina | Cronologia completa delle presenze e delle reti in nazionale ― Argentina | Cronologia completa delle presenze e delle reti in nazionale ― Argentina | Cronologia completa delle presenze e delle reti in nazionale ― Argentina | Cronologia completa delle presenze e delle reti in nazionale ― Argentina |
| Data                                                                     | Città                                                                    | In casa                                                                  | Risultato                                                                | Ospiti                                                                   | Competizione                                                             | Reti                                                                     | Note                                                                     |
| ------------------------------------------------------------------------ | ------------------------------------------------------------------------ | ------------------------------------------------------------------------ | ------------------------------------------------------------------------ | ------------------------------------------------------------------------ | ------------------------------------------------------------------------ | ------------------------------------------------------------------------ | ------------------------------------------------------------------------ |
| 16-3-2011                                                                | San Juan                                                                 | Argentina                                                                | 4 – 1                                                                    | Venezuela                                                                | Amichevole                                                               | -                                                                        | 46’                                                                      |
| 20-4-2011                                                                | Mar del Plata                                                            | Argentina                                                                | 2 – 2                                                                    | Ecuador                                                                  | Amichevole                                                               | -                                                                        | 68’                                                                      |
| Totale                                                                   |                                                                          | Presenze                                                                 | 2                                                                        |                                                                          | Reti                                                                     | 0                                                                        |                                                                          |